# ベティ・デイビスの瞳
「ベティ・デイビスの瞳」（原題：Bette Davis Eyes）は、ドナ・ワイスとジャッキー・デシャノンが作詞作曲した楽曲。1981年にキム・カーンズがカバーし、世界的な大ヒット曲となった。

## 概要
ジャッキー・デシャノンは1975年のアルバム『New Arrangement』の制作に際し、セッション・シンガーのドナ・ワイス（Donna Weiss）といくつかの曲を共作した。本作品はその一つ。彼女によれば、ベティ・デイヴィス主演の映画『情熱の航路』（1942年）を見たときに曲の着想を得たという。
デシャノンのオリジナル・バージョンは戦前のジャズ風のアレンジが施されていた。キム・カーンズとプロデューサーのヴァル・ギャレイは、メロディーと全体を包む音をよりうす暗く、一度聴いたら忘れられない独特のものにするため3日間スタジオでリハーサルを重ねた。キーボードのビル・クオモがシンセサイザーのシーケンシャル・サーキット プロフェット5のリフを思いつき、翌日、1回のテイクでレコーディングは完成した。オーバーダビングも行われなかった。
1981年3月、シングルとして発売。B面はカーンズが書いた「あなたのいない夜（Miss You Tonite）」。同年4月、アルバム『私の中のドラマ（Mistaken Identity）』に収録された。
同年5月16日から6月13日かけてビルボード・Hot 100の1位を5週連続で記録し、スターズ・オン45の「ショッキング・ビートルズ45」にその座を1週明け渡したあと、続いて4週連続で1位を記録した。フランス、オーストラリア、西ドイツ、イタリア、スペイン、スイス、ノルウェー、南アフリカなどの国でも1位を記録した。1981年のビルボード年間チャートでも堂々1位を記録するなどすさまじいヒット曲となった。ラッセル・マルケイが監督したミュージックビデオも世界各国で放映された。
1982年2月に開かれた第24回グラミー賞で最優秀レコード賞と最優秀楽曲賞を受賞した。

## その他のバージョン
- ザ・チップマンクス - 1982年のアルバム『Chipmunk Rock』に収録。
- シルヴィ・バルタン - 1982年のライブ・アルバム『Live in Las Vegas』に収録。
- プリマ・ヴェーラ - 1985年のアルバム『Den 5te』に収録。ノルウェー語詞によるカバー。タイトルは「Ivar Medaas øyne」。
- グウィネス・パルトロー - 2000年公開の主演映画『Duets』で披露。
- ブラッド・ロバーツ - 2001年のアルバム『Crash Test Dude - Brad Roberts Live Singing Your Favorite Hits』に収録。